# 12 Korpus Armijny (LWP)
12 Korpus Armijny (12 KA) – związek operacyjno-taktyczny Sił Zbrojnych PRL.  
Korpus sformowano wiosną 1951 jako 12 Korpus Piechoty. Jesienią 1952  korpus przemianowano na 12 Korpus Armijny (JW 3426). Korpus wchodził w skład Krakowskiego Okręgu Wojskowego, a od 1954 do  Warszawskiego Okręgu Wojskowego. We wrześniu 1955 rozformowano dowództwo 12 KA i  podporządkowane mu jednostki korpuśne: 135 pac i 70 bsap , a  30 błącz przekazano do 6 Dywizji Piechoty.

## Struktura organizacyjna
- dowództwo i sztab – Rzeszów (od 1954 - Kraków)
- 6 Dywizja Piechoty – Kraków
- 9 Dywizja Piechoty – Rzeszów
- 29 Dywizja Piechoty w 1953  – Bielsko
- 135 pułk artylerii ciężkiej – Sandomierz
- 30 batalion łączności  – Rzeszów
- 70 batalion saperów – Niepołomice

## Dowódcy korpusu
- płk Aleksander Wygnański (1951–1954)
- gen. bryg. Jan Śliwiński (1954–1955)
- płk Kazimierz Peste (1955)